# Hierochthonia migrata
Hierochthonia migrata är en fjärilsart som beskrevs av Louis Beethoven Prout 1930. Hierochthonia migrata ingår i släktet Hierochthonia och familjen mätare. Inga underarter finns listade i Catalogue of Life.